# Ahmed Gharbi
Ahmed Gharbi – tunezyjski zapaśnik walczący przeważnie w stylu wolnym. Srebrny medalista igrzysk afrykańskich w 1978. Wicemistrz Afryki w 1982. Siódmy na igrzyskach śródziemnomorskich w 1979 i ósmy w 1975. Brązowy medalista mistrzostw arabskich w 1979 i 1983 roku.